# Martin Kayongo-Mutumba
Martin Kayongo-Mutumba, ursprungligen Martin Mutumba, född 15 juni 1985 i Solna, är en svensk före detta fotbollsspelare som sist spelade för Syrianska FC. Han spelade tidigare för bland annat AIK, Inter Åbo och Väsby United.

## Klubbkarriär
Mutumba är uppvuxen i Stockholmsförorten Rinkeby. Han spelade i Allsvenskan 2009 med en "bandana" över huvudet där det stod R-by, en förkortning av Rinkeby. 2009 blev han svensk mästare med AIK, som också vann svenska cupen samma år. I november 2013 meddelade AIK att man inte förlängt kontraktet med Mutumba. 5 januari 2014 meddelade Rizespor att Mutumba skrivit på för dem i två och ett halvt år.
I juli 2016 presenterades Mutumba för Örgryte IS efter att senast ha spelat för Brommapojkarna. Han stannade i Örgryte till och med säsongen 2017. I mars 2018 värvades Mutumba av Syrianska FC.

## Landslagskarriär
I januari 2012 blev han ugandisk medborgare och har spelat i Ugandas fotbollslandslag.[källa behövs] Men han representerade även det Svenska U17 landslaget vid fyra tillfällen, samt U19 i sju matcher.  Första matchen gjorde han den 9 juli 2001 i en P16 träningsmatch där han blev inbytt i den 55 minuten i en match mot grannlandet Norge. Matchen slutade med en 4–1-vinst till Sverige.

## Privatliv
Martin Kayongo-Mutumba är syssling med Moses Nsubuga som spelade för IF Elfsborg.
2003 medverkade Mutumba i boken "Svartskallar - Så funkar vi" där 11 ungdomar från olika kulturer pratar om hur det är att ha invandrarbakgrund i det moderna svenska samhället.
2006 dömdes han till samhällstjänst för misshandel.
Mutumba har släppt ett antal raplåtar under artistnamnet M9. Han har en tatuering på vänstra tinningen där det står "R-by", en hyllning till förorten Rinkeby där han växte upp. Två dagar inför den avgörande finalmatchen mot IFK Göteborg säsongen 2009 tatuerade han in "AIK GULD 2LAX9" (2009) över bröstet.
2020 utgavs den självbiografiska boken Äkta hela vägen (Mondial förlag) som han har skrivit tillsammans med Erik Niva.
Efter sin aktiva tid som fotbollsspelare har Martin Mutumba blivit en uppskattad föreläsare. Med utgångspunkt i sin egen livsresa föreläser han om motivation, övervinna hinder och vikten av att ta vara på chanser i livet.

## Meriter
AIK
- Supercupen: 2010
- Allsvenskan: 2009
- Svenska cupen: 2009

Vasalund
- St-Erikscupen: 1995

## Tränarkarriär
I oktober 2018 Martin Mutumba fick ett uppdrag som scout för klubben AIK där han nått sina största framgångar. Men redan efter ett halvår lämnade han jobbet men målet var trots allt att man skulle hitta en ny roll för honom, sa Björn Wesström. 
Den 4 februari 2020 blev det klart att Martin Mutumba är tillbaka i fotbollsvärlden. 